# Politówka
Politówka – kolonia w Polsce położona w województwie lubelskim, w powiecie chełmskim, w gminie Leśniowice.
W latach 1975–1998 miejscowość administracyjnie należała do województwa chełmskiego.

## Historia
Według Słownika geograficznego Królestwa Polskiego z roku 1888, Politówka wchodziła w skład dóbr Rakołupy mając wówczas 11 osad z gruntem mórg 30. 
W 1916 r. wieś należała do gminy Rakołupy. Mieszkało tam 51 osób, w tym 5 Żydów.